# Drapetis cuneipennis
Drapetis cuneipennis är en tvåvingeart som först beskrevs av Axel Leonard Melander 1918.  Drapetis cuneipennis ingår i släktet Drapetis och familjen puckeldansflugor. Inga underarter finns listade i Catalogue of Life.